# Joanna Rowsell Shand
Joanna Katie Rowsell Shand, MBE (Londres, 5 de dezembro de 1988) é uma ex-ciclista britânica especialista em perseguição. Cinco vezes campeã mundial, ganhou uma duas medalhas de ouro em Jogos Olímpicos (2012 e 2016).